# Новий Роботник
Новий Робо́тник (рос. Новый Работник) — селище у складі Земетчинського району Пензенської області, Росія.
Населення — 13 осіб (2010; 84 у 2002).
Національний склад станом на 2002 рік:
- росіяни — 100 %